# Sandfeld (Lüntenbeck)
Sandfeld ist eine Ortslage im Wohnquartier Lüntenbeck im Wuppertaler Stadtbezirk Vohwinkel.

## Topographie

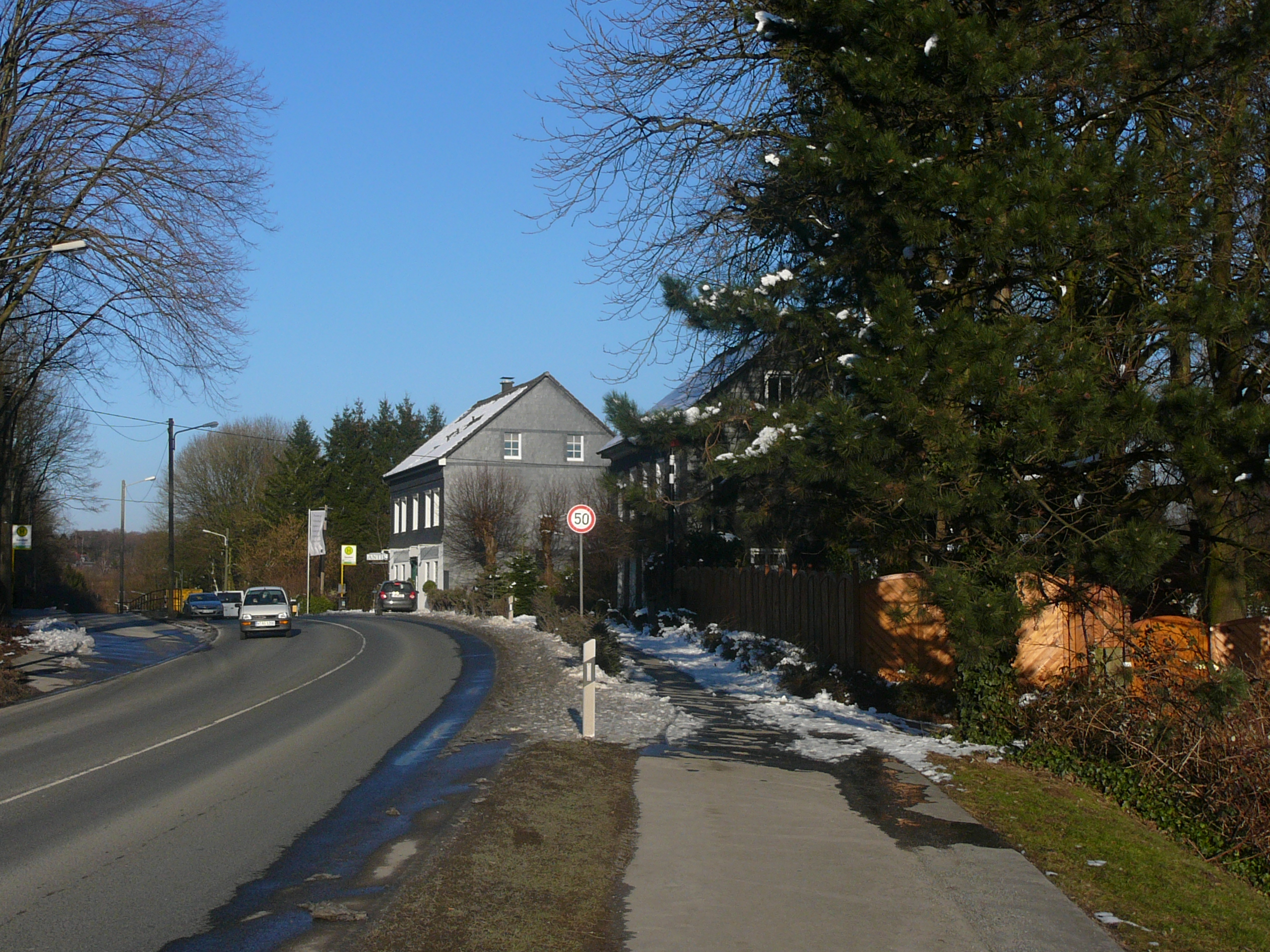
Die Reste der Ortslage im Jahr 2010, links liegt die Grube Schickenberg

Die Ortslage liegt an der heutigen Bundesstraße 7, in diesem Abschnitt als Düsseldorfer Straße benannt, und liegt damit an der historischen Verbindungsstraße Mettmann-Elberfeld. Benachbarte Ortslagen und Höfe sind Saurenhaus, Schliepershäuschen, Am Oberst, Haus Lüntenbeck und Wieden.

## Geschichte
Die Ortslage bestand früher aus mehreren Gebäuden, aufgrund der Ausbreitung der Dornaper Kalkindustrie mit der Grube Schickenberg sind sie ehemaligen Gebäude nördlich der Bundesstraße niedergelegt. Verblieben von der Ortslage sind heute nur zwei Gebäude. Eins davon ist als „Haus Sandfeld“ benannt, die ehemalige Gaststätte wird heute von einem Antikhändler genutzt.
Ein Gebäude, die Restauration Fritz Römer bzw. Gaststätte Römer, wurde 1997 ins LVR-Freilichtmuseum Lindlar transloziert.